# Adrian Aliaj
Adrian Aliaj, född 24 april 1976, är en albansk före detta fotbollsspelare.

## Landslagskarriär
Aliaj spelade 29 landskamper och gjorde åtta mål för Albaniens landslag mellan 2002 och 2006.

### Landslagsmål
Mål och resultat är listade i Albaniens favör
| #  | Datum            | Arena                                  | Motståndare | Mål | Resultat | Tävling        |
| -- | ---------------- | -------------------------------------- | ----------- | --- | -------- | -------------- |
| 1. | 11 oktober 2003  | Estádio do Restelo, Lissabon, Portugal | Portugal    | 1–1 | 5–3      | Vänskapsmatch  |
| 2. | 11 oktober 2003  | Estádio do Restelo, Lissabon, Portugal | Portugal    | 4–3 | 5–3      | Vänskapsmatch  |
| 3. | 15 november 2003 | Qemal Stafa-stadion, Tirana, Albanien  | Estland     | 1–0 | 2–0      | Vänskapsmatch  |
| 4. | 18 februari 2004 | Qemal Stafa-stadion, Tirana, Albanien  | Sverige     | 2–1 | 2–1      | Vänskapsmatch  |
| 5. | 31 mars 2004     | Qemal Stafa-stadion, Tirana, Albanien  | Island      | 1–0 | 2–1      | Vänskapsmatch  |
| 6. | 28 april 2004    | A. Le Coq Arena, Tallinn, Estland      | Estland     | 0–1 | 1–1      | Vänskapsmatch  |
| 7. | 4 september 2004 | Qemal Stafa-stadion, Tirana, Albanien  | Grekland    | 2–0 | 2–1      | VM-kvalet 2006 |
| 8. | 1 mars 2006      | Qemal Stafa-stadion, Tirana, Albanien  | Litauen     | 1–0 | 1–2      | Vänskapsmatch  |